# Rivière L'Assomption
Pour les articles homonymes, voir Assomption (homonymie).
La rivière L'Assomption (en algonquin : Outaragasipi ou  Outaragawesipi; en abénaqui : Loigan Sibo) est un cours d'eau de la région administrative de Lanaudière, au Québec, au Canada. Elle comporte un bassin versant de 4 209 kilomètres carrés. Six rivières principales se jettent dans la rivière L'Assomption (de la Boule, Versailles, Noire, Ouareau, Saint-Esprit et de l'Achigan) avant qu'elle se déverse dans le fleuve Saint-Laurent.
La source de la rivière est le lac de l'Assomption dans le parc national du mont Tremblant et se jette sur la rive nord du fleuve Saint-Laurent à la hauteur de la ville de Repentigny.
Près de 150 000 personnes vivent dans le bassin versant de la rivière.

## Localisation
Située sur la rive nord du fleuve St-Laurent, près de la pointe nord-est de l’île de Montréal, la rivière L’Assomption prend sa source dans le parc national du Mont-Tremblant (secteur l'Assomption) ; elle se jette dans le fleuve à la hauteur de la ville de Repentigny après un parcours de plus de 200 km. Son bassin versant comprend les affluents de neuf bassins secondaires et il couvre une superficie totale de 4 220 km². Les coordonnées géographiques vont de 73°17’ à 74°25’ de longitude ouest et de 45°43’ à 46°35’ de latitude nord.

## Toponyme
Les Algonquins l'appellent Outaragasipi, qui signifie « la rivière sinueuse ». En abénaqui, le nom qu'elle porte est Loigan Sibo : « la rivière qui montre le chemin »  Quant à l’Assomption, nommée ainsi depuis le XVIIe siècle, il provient des Acadiens qui s'installent aux abords de la rivière en 1766. L'Assomption, célébrée le 15 août, constitue depuis 1632 une fête nationale pour les Acadiens,.

## Géographie
Le bassin de la rivière l’Assomption chevauche deux régions naturelles, soit les basses-terres du St-Laurent et le plateau laurentien. La région des basses-terres occupe environ le tiers de la superficie du bassin entre le fleuve Saint-Laurent et le contrefort des Laurentides. Son relief est une plaine uniforme avec quelques collines (de 0 à 100 m) dominé par les exploitations agricoles. La texture du sol est assez fine et repose sur une assise argileuse imperméable.
Le plateau laurentien, qui fait partie du bouclier canadien, est un terrain montagneux. Il est séparé des basses-terres par un escarpement bien défini situé environ à la courbe de niveau des 150 mètres (une limite d’est en ouest à la hauteur de Saint-Calixte – Rawdon – Saint-Jean-de-Matha). Cet escarpement est caractérisé par la présence de plusieurs chutes. Le plateau comprend plusieurs vallons et montagnes d’altitude moyenne de 230 mètres dans la partie sud et de 460 mètres dans la partie nord. On retrouve aussi plusieurs montagnes de plus de 600 mètres dans le massif du Mont Tremblant où la rivière l’Assomption prend sa source.

## Réseau hydrographique
Le bassin versant de L'Assomption est situé à 93 % dans Lanaudière et 7 % dans les Laurentides.
Du nord vers le sud, la pente moyenne des cours d’eau décroît. Les pentes, plus importante sur le plateau crée un écoulement rapide des eaux. Dans les basses-terres, le relief plutôt plat produit un écoulement plus lent. D’ailleurs, la rivière l’Assomption possède plusieurs méandres, dont le plus célèbre est celui qui forme la presqu'île où est située la ville de l’Assomption. Les Algonquins l'avaient nommée Outaragasipi, qui signifie «tortueuse», à cause de ses nombreux méandres.
Ses sept tributaires principaux sont : la rivière de la Boule, la rivière Versailles, la rivière Noire, la rivière Ouareau, le ruisseau Saint-Georges, la rivière Saint-Esprit et la rivière de l'Achigan.
Outre les cours d'eau, le bassin de la rivière l’Assomption compte 1189 lacs dont 24 ont une superficie de plus d’un kilomètre carré. La plupart des lacs sont situés dans le plateau laurentien du centre de Lanaudière.

## Tourisme

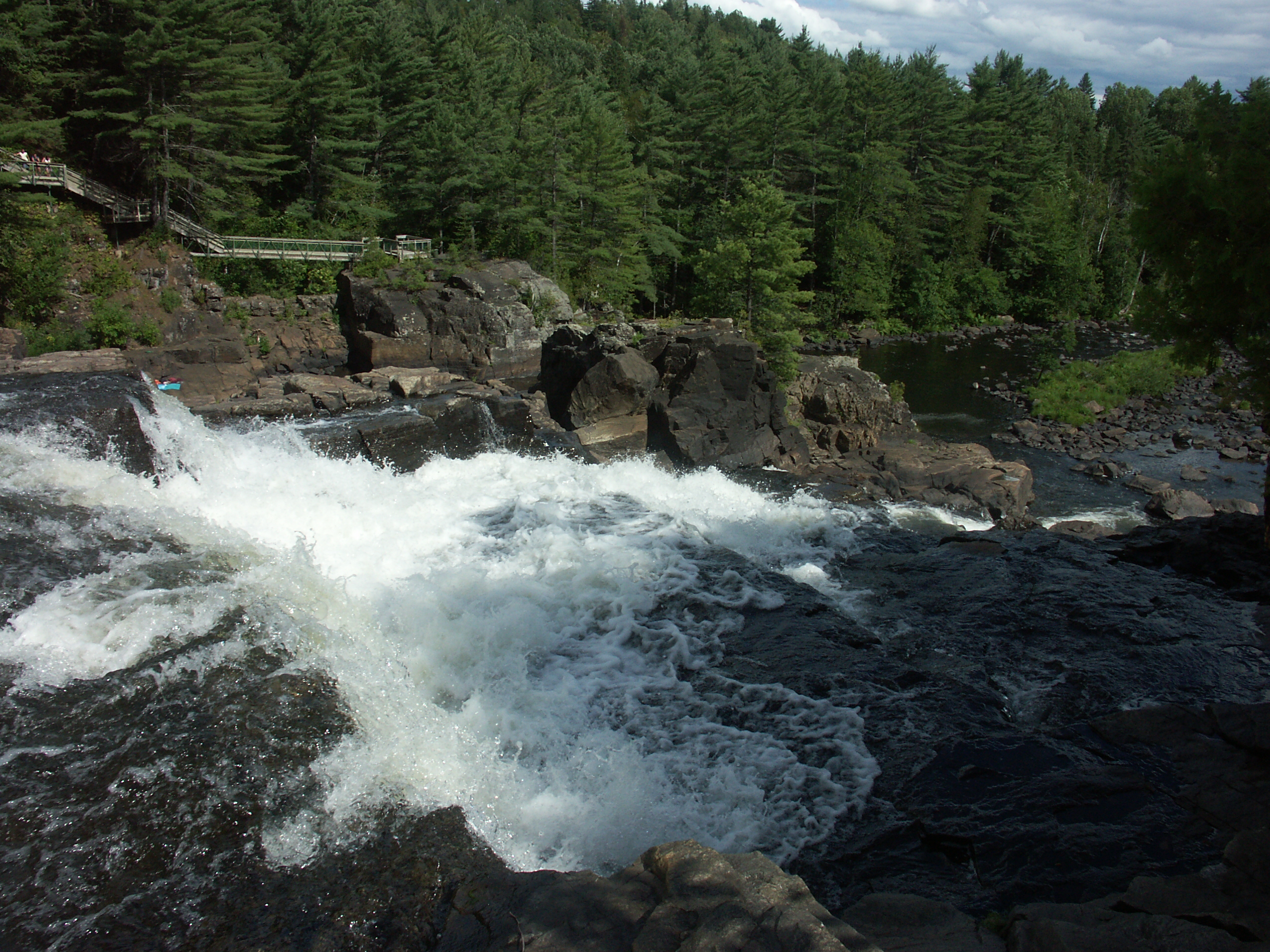
La rivière l'Assomption à la hauteur de Saint-Jean-de-Matha, au parc régional des Chutes-Monte-à-Peine-et-des-Dalles, en août 2005.

### Parcs
La rivière est le centre d'intérêt du parc national du Mont-Tremblant et du parc régional des Chutes-Monte-à-Peine-et-des-Dalles.

### Canotage
La rivière L'Assomption est une destination intéressante pour la pratique du canot-camping et du canotage sportif. La partie de la rivière en amont de Saint-Côme se prête bien au canot-camping puisque la rivière coule dans un milieu principalement sauvage. De Saint-Côme au pont des Rentiers, se trouve la section des Sept Seuils, aussi appelée section des Sept Chutes, où la rivière comporte sept obstacles qui sont en fait des rapides plutôt que des chutes pour la plupart. Cette section est surtout pagayé de façon sportive (canot avec flottaison ajoutée ou kayak), mais on peut aussi la descendre en canot-camping moyennant une série de portages et cordelles. Ensuite vient la section des Rentiers, allant du pont des Rentiers jusqu'au pont du rang Sainte-Cécile. Cette section comporte des rapides moins difficiles que ceux de la section des Sept Seuils, mais on ne peut qu'y pagayer à la journée, il n'y a pas de sites de camping directement sur la rive, les terrains y sont privés.
Depuis 2009, la ville de L'Assomption offre un parcours de 11 km pour le canot et le kayak. Le circuit est situé dans une portion calme de la rivière entre Saint-Gérard-Majella et le centre-ville de L'Assomption. Un service de navette est prévu pour raccompagner les participants à leur point de départ

### Patinoire

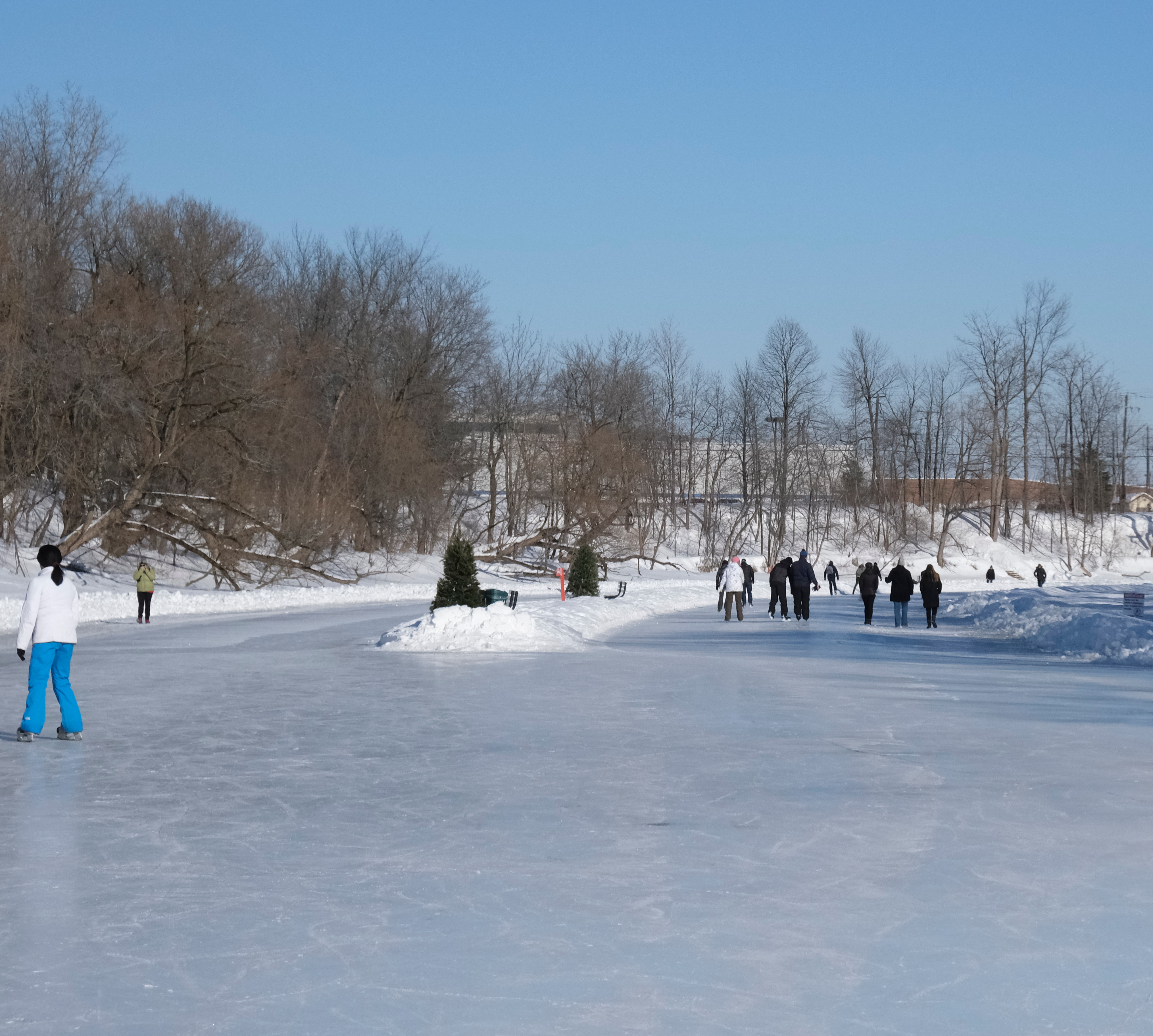
Patinoire de la rivière l'Assomption

Une patinoire est aménagée l'hiver sur la rivière L'Assomption dans le cadre du Festi-Glace. La patinoire débute au cégep régional de Lanaudière à Joliette et se termine près du parc Saint-Jean-Bosco, et est d'une longueur d'environ 4 km.

## Qualité de l'eau

### Qualité physicochimique et bactériologique
L'indice de qualité bactériologique et physicochimique pour le cours en amont de Joliette est généralement bon, avec des résultats dans les valeurs supérieures de l'échelle, ce qui rend sécuritaire la plupart des activités nautiques. Les valeurs en phosphore mesurées aux stations du pont du Christ-Roi, à Joliette, et du pont du rang des Venne, à Saint-Côme, sont stables entre 2002 et 2011.
Dans le cours inférieur, la qualité est mauvaise en raison notamment de la quantité de coliformes fécaux, de la turbidité et du taux de chlorophylle. Les valeurs en phosphore mesurées à la station du pont de la route 343, à Saint-Paul, montrent une tendance à la baisse entre 2002 et 2011, tandis que les valeurs sont stables près de l'embouchure, à Repentigny.

### Pollution urbaine et industrielle
La qualité des eaux du bassin de la rivière L’Assomption a été sérieusement compromise par la conjoncture socio-économique qui prévaut ici. Depuis 1950, la situation s’est compliquée par une urbanisation relativement importante des rives des rivières, par une agriculture diversifiée et par une industrialisation important dans la partie sud du bassin. Bien que la nature de la pollution ait changé depuis 1950, notamment par des lois environnementales strictes et par l’arrivée d’équipement pour l’épuration des eaux, la pollution des eaux dans le bassin n’est pas pour autant enrayée.
Plus de 150 000 personnes demeurent en permanence sur le territoire du bassin versant de la rivière l’Assomption. Les plus importantes villes des 43 municipalités situées dans le bassin versant sont celles de Repentigny, de Joliette, de Le Gardeur et de L’Assomption. De plus, la région nord du bassin étant une région de villégiature, celle-ci accueille une population saisonnière d’environ 45 000 personnes. Des normes environnementales sont en application depuis la fin des années 1950.
La plupart des municipalités du bassin s’alimentent en eau potable à partir des eaux de surface et répondent aux besoins de plus de 100 000 personnes. L’alimentation des autres résidences et chalets, répartis sur environ 90 % du territoire, s’approvisionnent à partir des eaux souterraines.

### Pollution agricole
Dans le bassin de la rivière L'Assomption, les activités agricoles occupent une place prépondérante. En 2013, on y comptait 851 producteurs. L'agriculture est principalement importante dans la plaine du Saint-Laurent, où elle représente 61,5 % du territoire. Pour l'élevage, on retrouve 60 840 unités animale en 2013, en diminution de 17.5% depuis 1995.
Concentrée au sud du bassin versant, la production agricole produit une pollution diffuse importante, qui est responsable en partie de la qualité des cours d'eau dans la plaine du haut Saint-Laurent. C'est le bassin versant de la rivière de l’Achigan qui est en tête pour la production de phosphore par unités animales.